# Aeroportul Yélimané
Aeroportul Yélimané (IATA: EYL, ICAO: GAYE) este un aeroport din Regiunea Kayes, Mali ce deservește zona Yélimané⁠(d). A fost deschis în 1950 și numit după zona deservită.
Situat la o altitudine de 99 m, aeroportul dispune de 1 pistă.

## Infrastructură

### Piste
Aeroportul dispune de o singură pistă. Pista are orientarea 11/29. 